# Broce
Broce is een plaats in de gemeente Ston in de Kroatische provincie Dubrovnik-Neretva. De plaats telt 100 inwoners (2001).